# ماثيو بي أ. فيشر
ماثيو بي أ. فيشر (بالإنجليزية: Matthew P. A. Fisher)‏ هو فيزيائي أمريكي، ولد في 19 مايو 1960 في لندن في المملكة المتحدة.